# Mohammed al-Gaddafi
Muhammad Muammar al-Gaddafi (* 1970; arabisch محمد القذافي, DMG Muḥammad al-Qaḏḏāfī) ist der älteste Sohn des ehemaligen libyschen Machthabers Muammar al-Gaddafi.
Gaddafi ist Informatiker, ehemaliger Besitzer der libyschen Mobilfunkunternehmen Libyanna und Al-Madar und ehemals Vorsitzender des libyschen Olympischen Komitees.
Vor dem Hintergrund des libyschen Bürgerkriegs gab Interpol eine Warnung bezüglich Muhammad aus, ebenso stand er auf der Sanktionsliste der EU. Gaddafi floh mit einigen weiteren Angehörigen am 29. August 2011 nach Algerien.
Im Oktober 2012 hat die Gruppe um Mohammed al-Gaddafi Algerien verlassen und befindet sich in Oman, wo sie Asyl erhalten haben.